# Roland Schlosser (Fechter)
Roland Schlosser (* 23. August 1982 in Bregenz) ist ein ehemaliger österreichischer Fechter im Florett.

## Erfolge
Schlosser gab 2004 in Athen sein Olympiadebüt, bei dem er in der ersten Runde dem Franzosen Loïc Attely mit 14:15 unterlag. 2008 in Peking verlief der olympische Fechtwettbewerb etwas erfolgreicher für ihn. In der Auftaktrunde gelang ihm gegen den Spanier Javier Menéndez ein 15:9-Erfolg, doch bereits im darauffolgenden Kampf musste er sich Andrea Cassarà aus Italien mit 8:15 geschlagen geben. Im selben Jahr gewann Schlosser bei den Europameisterschaften in Kiew die Bronzemedaille.
Bei den Olympischen Spielen 2012 in London schied Schlosser wie schon 2008 nach einer 9:15-Niederlage gegen den Chinesen Lei Sheng in der ersten Runde aus.